# Guerra del Primer Pacte de Família

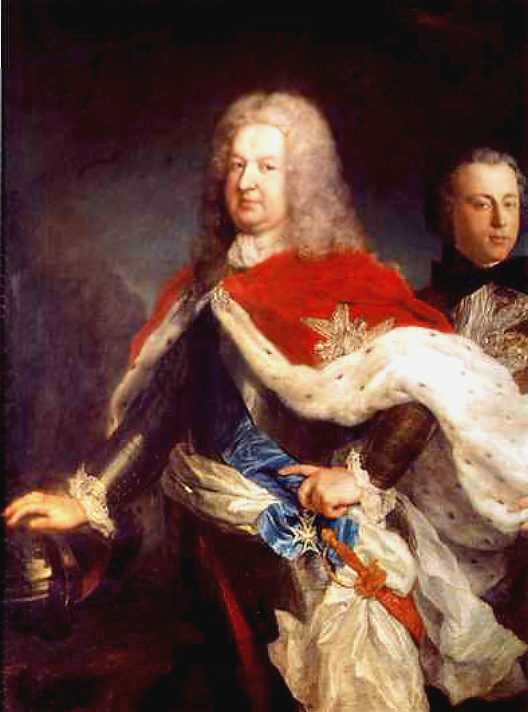
Stanislas Leszczynski. Candidat Francès

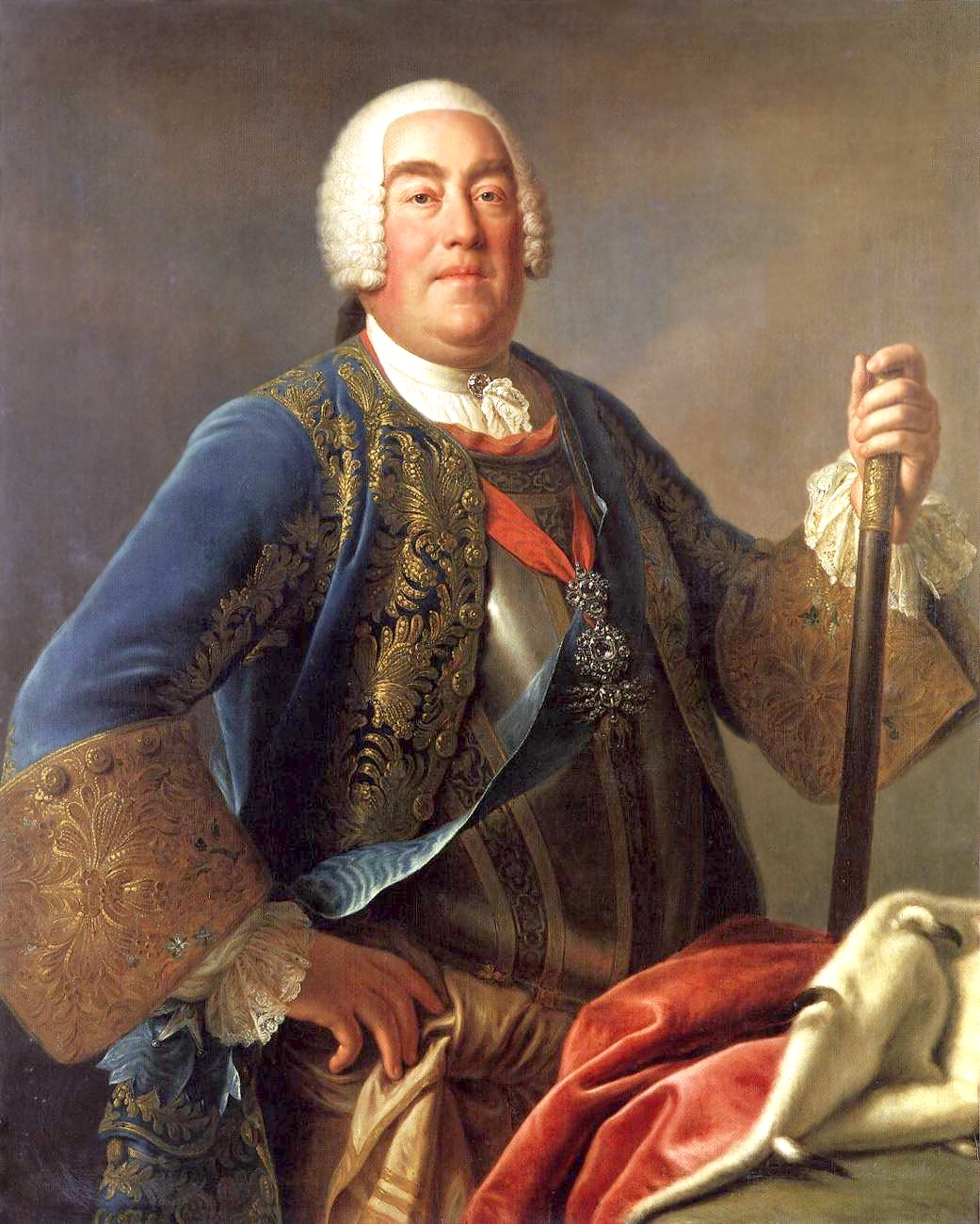
Frederic August. Candidat Austríac

La Guerra del Primer Pacte de Família (1733 - 1735) va ser la segona campanya italiana de Felip V, aprofitant la Guerra de Successió de Polònia. El rei espanyol va recuperar les possessions italianes perdudes a Utrech, excepte el Milanesat.

## El Primer Pacte de Família (novembre de 1733)
El febrer de 1733, mor August II, rei de Polònia. Com que la monarquia polonesa no era hereditària, el nou monarca havia de ser elegit pel parlament, el Sejm.
El març, Felip V d'Espanya envia un emissari a Varsòvia des de Sevilla per presentar les candidatures dels seus fills, l'infant Felip, de només dotze anys, i fins i tot la del seu altre fill, l'infant Carles. Ambdues propostes tenien escasses possibilitats d'èxit.
En aquell moment, els dos aspirants principals al tron comptaven amb el suport de potències estrangeres: Frederic August II de Saxònia, amb el suport de l'Imperi Austríac, i Stanislas Leszczynski, sogre del rei Lluís XV de França, que era avalat per França.
Frederic August finalment va ser proclamat rei de Polònia, però França, compromesa amb el suport a Stanislas, va buscar aliances. Va sol·licitar ajuda a Espanya i al Ducat de Savoia per fer front a l'Imperi Austríac. Les negociacions entre França i Espanya van culminar amb èxit el 7 de novembre de 1733, quan ambdues potències van signar el Primer Pacte de Família a El Escorial.
Les clàusules del pacte incloïen:
- Felip V renunciava a les aspiracions del seu fill Felip al tron de Polònia.
- Espanya es comprometia a donar suport militar a França en la guerra contra l'Imperi Austríac.
- França prometia recolzar Espanya en les seves campanyes per conquerir Nàpols i Sicília, així com per recuperar Gibraltar, controlat pels britànics.

Gràcies al suport d'Espanya i la confiança en la col·laboració de Savoia, França va declarar la guerra a l'Imperi Austríac el 10 d'octubre de 1733, iniciant així el conflicte conegut com la Guerra de Successió Polonesa. Els altres dos aspirants tenien el suport de  França i de l'Imperi Austríac.

## Ocupació de Nàpols (maig de 1734)
Un exèrcit francès comandat per duc de Berwick va travessar el Rin i va entrar a Alemanya, mentre un altre, dirigit pel mariscal Villars, de 82 anys, va travessar els Alps per envair Itàlia.

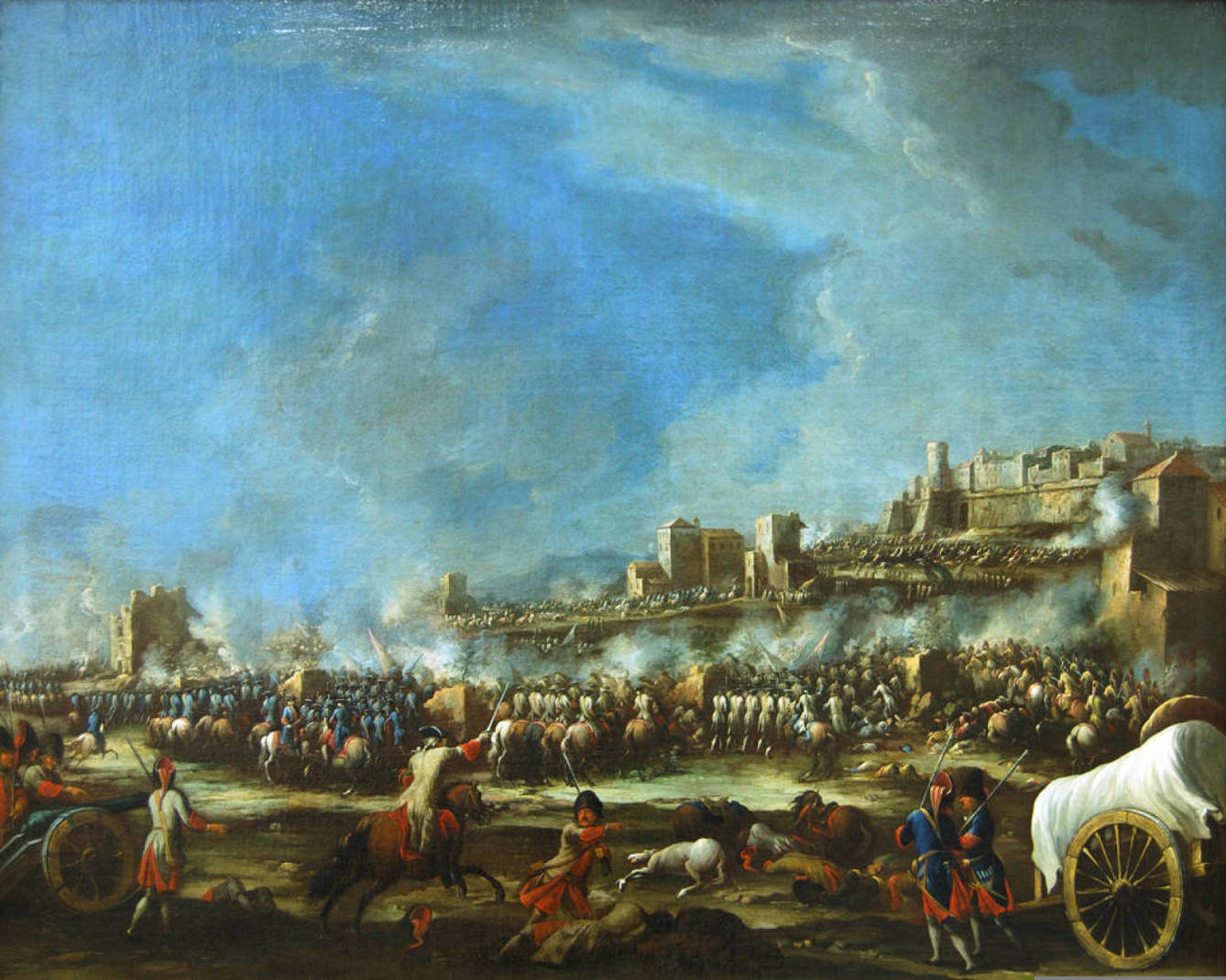
Batalla de Bitonto, 25 de maig de 1734.

Mentrestant, el ministre espanyol Patiño va reunir a Barcelona un exèrcit expedicionari d’uns 30.000 efectius (tot i que algunes fonts redueixen aquesta xifra a 16.000 homes) l'octubre de 1733. L'infant Carles, duc de Parma, n'era el comandant suprem, però el comandament efectiu recauria en el comte de Montemar. Les tropes espanyoles van desembarcar a Itàlia a mitjans de gener de 1734.
Al febrer d’aquell any, les forces franco-savoianes del mariscal Villars i del rei Carles Manuel III de Sardenya havien conquerit el Milanesat i part de Màntua. Tot i això, Felip V tenia altres prioritats i va ordenar a Montemar que dirigís les seves tropes cap a Nàpols i Sicília per arrabassar aquests territoris als austríacs.
La campanya va ser ràpida i efectiva. El cardenal Belluga va negociar un salconduit perquè les tropes espanyoles poguessin travessar els Estats Pontificis.
El 14 de març, l'infant Carles va decretar el perdó general, va confirmar les lleis i privilegis napolitans i va prometre abolir els impostos austríacs. Davant la situació, les forces imperials van considerar inútil resistir i van abandonar Nàpols. El 10 de maig, els representants de la ciutat van proclamar Carles com a rei per cessió del seu pare, Felip V.
Les tropes austríaques es van retirar a Pulla, on Montemar els va perseguir i va aconseguir una victòria decisiva el 25 de maig a la Batalla de Bitonto. Amb aquest èxit, Espanya va poder centrar-se en l’ocupació de Sicília.

## Ocupació de Sicília (estiu de 1734)
A l’agost, les forces espanyoles van creuar l'estret de Messina i en només dos mesos van conquerir Sicília. L’1 de setembre, el comte de Montemar va entrar a Palerm i va proclamar rei l’infant Carles. Aquest va arribar a l’illa el gener de 1735 i hi va romandre fins al juliol.
Tot i la ràpida conquesta, ciutats com Trapani, Siracusa i Messina van resistir un temps abans de capitular. Amb la rendició de Siracusa, l’operació va concloure i es va restablir el regne de les Dues Sicílies.

## Final de campanya (1735)
A l’hivern de 1735, amb Sicília ocupada, Montemar va dirigir-se cap al nord d’Itàlia per continuar la campanya a Llombardia. Tot i això, els desacords amb França van fer impossible la conquesta de Màntua, últim bastió imperial. França, considerant la guerra acabada, va retirar-se de la lluita.

## La pau de Viena (1735-1739)
La guerra va tenir resultats mixtos. Al nord d’Europa, el tron polonès va recaure en el candidat austríac, mentre que a Itàlia, Espanya va consolidar el control sobre Nàpols, Sicília, Parma i part de Llombardia.
Per evitar l'hegemonia espanyola, el rei Lluís XV de França va negociar amb l’emperador austríac l'octubre de 1735, deixant Espanya al marge:
Stanislas Leszczynski va rebre els ducats de Lorena i Toscana. L’infant Carles cedia Parma i Toscana a Àustria, i Àustria transferia Toscana al duc de Lorena. A canvi, Carles era reconegut com a rei de les Dues Sicílies. Felip V i Isabel Farnese van expressar la seva indignació per la pèrdua del patrimoni familiar, però van acceptar els fets. Finalment, França i Àustria van signar la Pau de Viena el novembre de 1738. Espanya va ratificar les clàusules el 1739 a Versalles.